# Antozous
Els antozous (Anthozoa, del grec anthos, flor, i zoon, animal) són una classe de l'embrancament dels cnidaris que presenten exclusivament forma de pòlip. Inclou espècies tan conegudes com les anemones de mar i els coralls, durs i tous.

## Característiques
Els pòlips dels antozous presenten algunes diferències amb els dels hidrozous:
- La boca no s'obre directament a la cavitat gastrovascular, sinó que continua en una faringe ectodèrmica que, lateralment, presenta un o diversos canals ciliats (sifonoglifs) que asseguren la renovació de l'aigua de la cavitat gastrovascular.
- La regió oral adopta forma de disc i la boca té forma de fenedura allargada, donant als antozous una incipient simetria bilateral.
- La cavitat gastrovascular està compartimentada per septes longitudinals.

## Filogènia
Els antozous se subdivideixen en tres clades, Octocorallia, Hexacorallia i Ceriantharia, Les seves relacions es mostren en el cladograma següent:
|  | Actiniaria       |
|  |                  |
|  | Antipatharia     |
|  |                  |
|  | Corallimorpharia |
|  |                  |
|  | Scleractinia     |
|  |                  |
|  | Zoantharia       |
|  |                  |

|  | Alcyonacea   |
|  |              |
|  | Helioporacea |
|  |              |
|  | Pennatulacea |
|  |              |

|  | Penicillaria |
|  |              |
|  | Spirularia   |
|  |              |

|  | Actiniaria       |
|  |                  |
|  | Antipatharia     |
|  |                  |
|  | Corallimorpharia |
|  |                  |
|  | Scleractinia     |
|  |                  |
|  | Zoantharia       |
|  |                  |

|  | Alcyonacea   |
|  |              |
|  | Helioporacea |
|  |              |
|  | Pennatulacea |
|  |              |

|  | Penicillaria |
|  |              |
|  | Spirularia   |
|  |              |

## Classificació
Segons Worms, la classificació taxonòmica dels antozous és la següent:
Classe Anthozoa:
- Subclasse Ceriantharia
  - Ordre Penicillaria
  - Ordre Spirularia
- Subclasse Hexacorallia
  - Ordre Actiniaria
  - Ordre Antipatharia
  - Ordre Corallimorpharia
  - Ordre Scleractinia
  - Ordre Zoantharia
- Subclasse Octocorallia
  - Ordre Alcyonacea (incloent-hi Gorgonacea)
  - Ordre Helioporacea
  - Ordre Pennatulacea